# Mort à petites doses
 (février 2017).
Si vous disposez d'ouvrages ou d'articles de référence ou si vous connaissez des sites web de qualité traitant du thème abordé ici, merci de compléter l'article en donnant les références utiles à sa vérifiabilité et en les liant à la section « Notes et références ».
Pour plus de détails, voir Fiche technique et Distribution.
Mort à petites doses  est un téléfilm américain de Paul Schneider diffusé en 1999.

## Synopsis
une jeune femme soupçonne de meurtre d'une compagne envers l'ex compagnon.

## Fiche technique
- Titre original : Lethal Vows
- Réalisation : Paul Schneider
- Scénario : Michele Samit et Eric Edson
- Directeur de la photographie : Bruce Surtees
- Montage : Andrew Cohen
- Musique : Joseph Conlan
- Costumes : Michael Harris
- Décors : Michael Mullins
- Production : Dennis Nemec
- Genre : Drame
- Pays :  États-Unis
- Durée :
- Date de diffusion :
  -  États-Unis : 13 octobre 1999

## Distribution
- John Ritter (VF : Hervé Bellon) : Dr. David Farris
- Marg Helgenberger (VF : Béatrice Delfe) : Ellen Farris
- Megan Gallagher (VF : Rafaèle Moutier) : Lorraine Farris
- Lawrence Dane (VF : Philippe Dumas) : l'inspecteur Rick Mauser
- Jessica Bowman (VF : Marie-Eugénie Maréchal) : Sarah Farris
- Miko Hughes (VF : Donald Reignoux) : Graham Farris
- Madeline Zima (VF : Magali Barney) : Danielle Farris
- Sandra Caldwell (VF : Danièle Douet) : Noreen Summers
- Brenda Bazinet : Dr. Addington
- Michael Anthony Rawlins (VF : Jean-Louis Faure) : l'assistant du procureur John Hodges
- Kim Huffman : Catherine Moray
- Martin Doyle (VF : Patrick Osmond) : Tom Shelton

- Version française
  - Studio de doublage : Dubbing Brothers
  - Direction artistique : Arlette Thomas
  - Adaptation des dialogues : Félicie Seurrin

 Source et légende : version française (VF) sur RS Doublage et selon le carton du doublage français télévisuel.